# Ликсен-ле-Сент-Авольд
Ликсен-ле-Сент-Авольд (фр. Lixing-lès-Saint-Avold) — коммуна на северо-востоке Франции, регион Гранд-Эст (бывший Эльзас — Шампань — Арденны — Лотарингия), департамент Мозель. Относится к кантону Гротенкен. 

## Географическое положение

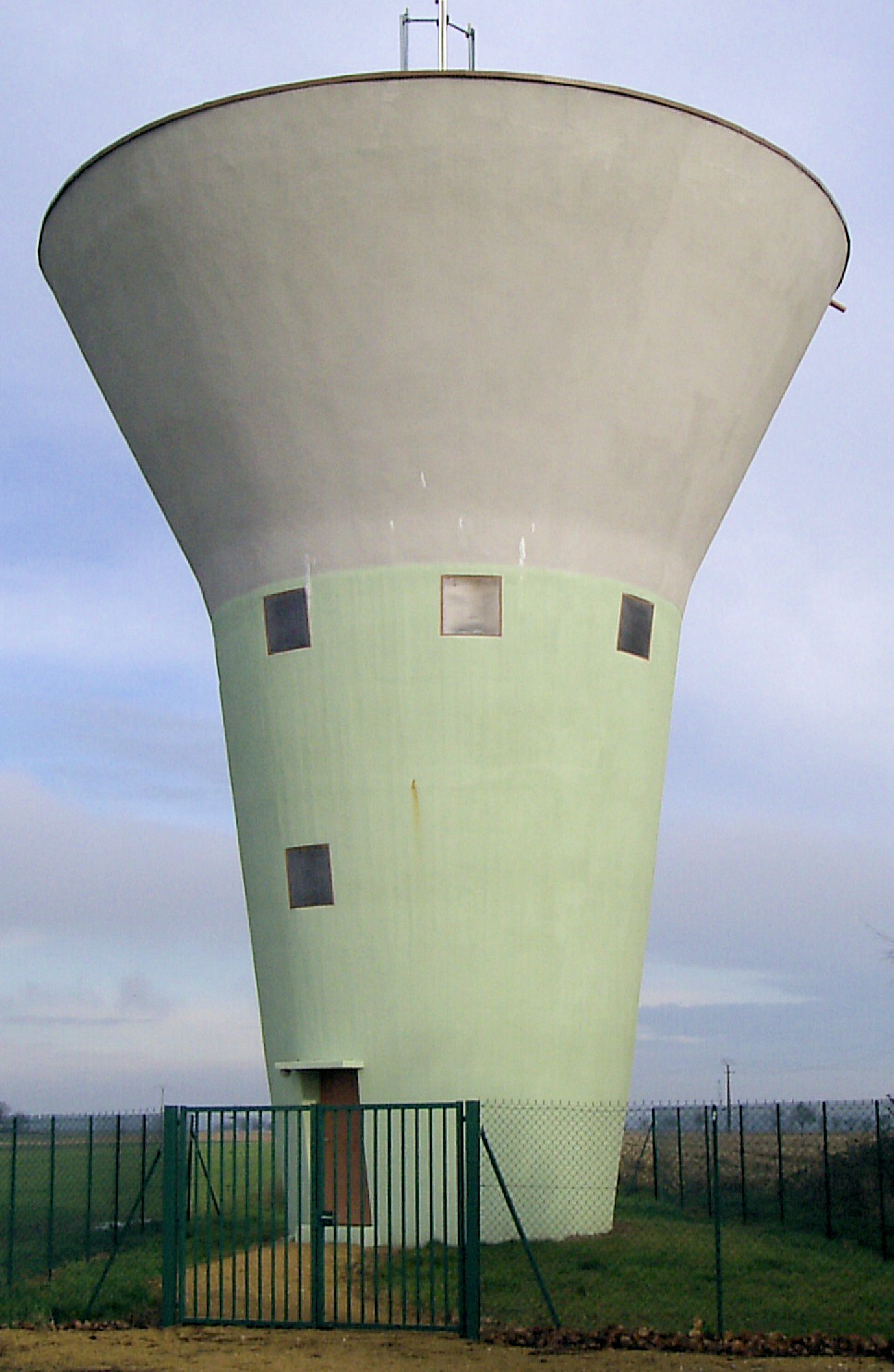
Водонапорная башня в Ликсен-ле-Сент-Авольде.

Ликсен-ле-Сент-Авольд расположен в 330 км к востоку от Парижа и в 45 км к востоку от Меца. 

## История
- Деревня принадлежала герцогству Лотарингия и входила в сеньорат Омбур-Сент-Авольд.

## Демография

Население Ликсен-ле-Сент-Авольда.

По переписи 2011 года в коммуне проживало 722 человека.

## Достопримечательности
- Следы галло-романской культуры.
- Церковь Сен-Бартелеми (современная), статуи XVIII века.